# اکلاهما پنهندل
اکلاهما پنهندل (به انگلیسی: Oklahoma Panhandle) منطقه منتهی‌الیه شمال غربی ایالت اکلاهما است که متشکل از سه
شهرستان سیمران، اکلاهما، شهرستان تگزاس، اکلاهما، و شهرستان بیور، اکلاهما، از غرب به شرق می‌باشد. نام آن به دلیل شباهت آن به دسته ماهیتابه آشپزی است
این منطقه بر اساس سرشماری ۲۰۱۰ ایالات متحده آمریکا، ۲۸٬۷۵۱ نفر جمعیت داشته است.